# Курочкин, Александр Дмитриевич
Алекса́ндр Дми́триевич Ку́рочкин (укр. Курочкін Олександр Дмитрович, 10 августа 1926, Иркутск — 10 апреля 2002) — советский и украинский кинорежиссёр, сценарист, режиссёр дубляжа.

## Биография
Участник Великой Отечественной войны.
С 1957 года — режиссёр Ялтинской киностудии. В 1959 году окончил peжиcсёpcкий факультет ВГИКа (мастерская С. Юткевича). С 1964 года — режиссёр киностудии им. М. Горького, с 1968 года — режиссёр рекламных и заказных короткометражных фильмов (Ялтинская киностудия).
Наиболее известная работа — детский фильм «Пассажир с „Экватора“» (1968).

## Фильмография

### Режиссёр
- 1958 — Обгоняющая ветер
- 1960 — Грозные ночи
- 1962 — Капитаны голубой лагуны
- 1966 — О чём молчала тайга
- 1968 — Пассажир с «Экватора»

### Сценарист
- 1960 — Грозные ночи

### Режиссёр дубляжа
- 1972 — Взрыв / Explozia
- 1974 — Семь тонн долларов / Hét tonna dollár
- 1979 — Приключения с большим автомобилем / Einfach Blumen aufs Dach
- 1981 — Мефисто / Mephisto
- 1981 — Пой, ковбой, пой / Sing, Cowboy, sing
- 1983 — Жизнь так коротка / Zara Si Zindagi
- 1985 — Короли шутки / Les rois du gag
- 1988 — Хануссен / Hanussen
- 1989 — Преступление Антуана / Le crime d'Antoine